# Луч (конструкторское бюро)
Государственное Киевское конструкторское бюро «Луч» (укр. Державне Київське конструкторське бюро «ЛУЧ») — научно-производственное предприятие военно-промышленного комплекса Украины.
Входит в перечень предприятий, имеющих стратегическое значение для экономики и безопасности Украины.

## История

### 1965—1991
Предприятие было основано в 1965 году советскими учеными и строителями как разработчик унифицированных систем и комплексов автоматизированного контроля и диагностики авиационных ракет и морских торпед (с целью обеспечить возможность контроля и диагностики боеприпасов непосредственно в воинских частях, без привлечения завода-изготовителя). Название КБ — «ЛУЧ» — является аббревиатурой и расшифровывается как «Логически управляемая часть». Уже в 1965 году КБ были разработаны и переданы в производство подвижная позиция предварительной подготовки ППП-3СМ (на шасси автомобиля УАЗ) с ручным управлением контроля ракет класса «воздух-воздух» и подвижная позиция предварительной подготовки к применению ППП-3САМ.
В 1965—1969 гг. КБ были созданы и введены в эксплуатацию система автоматического контроля авиационных ракет САК-46 и автоматическая контрольно-испытательная подвижная станция АКИПС-80.
В 1968—1972 гг. КБ был разработан и запущен в производство комплекс подготовки к применению и технического обслуживания авиационных ракет «Ингул» (на шасси грузовика ГАЗ-66).
В 1969—1977 гг. КБ был разработан и запущен в производство комплекс подготовки к применению и технического обслуживания авиационных ракет «Трубеж».
В 1981—1983 гг. на замену находящихся в эксплуатации комплексов «Ингул» и «Трубеж» предприятием был разработан и передан в производство многофункциональный агрегатный комплекс «Гурт» (производство которого было освоено в 1984 году).

### После 1991
После провозглашения независимости Украины предприятие было передано в ведение Министерства обороны Украины.
Вслед за этим, ГККБ было внесено в перечень предприятий Украины, не подлежащих приватизации.
В начале 2000-х ГККБ был представлен противотанковый ракетный комплекс (ПТРК) «Барьер».
Переносной вариант ПТРК «Барьер» были впервые представлен ГККБ в 2005 году на оружейной выставке «IDEX-2005», как и макет ПТРК «Корсар» (демонстрационный образец ПТРК «Корсар» был представлен в 2006 году).
К 2001 году предприятие имело возможность производить техническое обслуживание зенитных управляемых ракет для зенитно-ракетных комплексов «Бук» с продлением сроков эксплуатации.
В 2002 году в результате модернизации агрегатного комплекса «Гурт»[что?] ГККБ разработало модернизированный агрегатный комплекс «Гурт-М».
Весной 2005 года правительством Украины было принято решение о создании корпорации «Научно-производственное объединение „Небо Украины“» из восьми промышленных предприятий по ремонту, техническому обслуживанию и модернизации средств ПВО (в состав которой должно было войти и ГККБ «Луч»).
В 2006 году на вооружение вооружённых сил Украины были приняты разработанные ГККБ 100-мм противотанковая управляемая ракета «Стугна» и 125-мм противотанковая управляемая ракета «Комбат».
В феврале 2007 года на оружейной выставке «IDEX-2007» ГККБ была впервые представлена противотанковая управляемая ракета «Альта».
Также, в 2007 году министерство обороны Украины заключило с Конотопским авиаремонтным заводом «Авиакон» договор о разработке программы модернизации боевого вертолёта Ми-24 для вооружённых сил Украины (ОКР «Helicopter»), соисполнителями которой стали ОАО «Мотор Сич», ГККБ «Луч», НПФ «Адрон», ЦКБ «Арсенал», Изюмский приборостроительный завод и французская компания SAGEM D.S.. Программа предусматривала «двухуровневую модернизацию» вертолёта с использованием агрегатов французского и украинского производства (в результате выполнения программы, в январе 2012 года был изготовлен модернизированный вариант боевого вертолёта Ми-24П, который был принят на вооружение украинской армии в мае 2012 года под наименованием Ми-24ПУ1).
По состоянию на 2008 год, основными направлениями деятельности ГККБ «Луч» являлись:
- научно-технические исследования, разработки и выполнение опытно-конструкторских работ по созданию составных частей комплексов авиационного и противотанкового оружия[1]
- производство систем управления авиационных, противотанковых ракет и иных средств поражения; блоков электрических ручных проводов и агрегатов управления авиационных, зенитных, противотанковых ракет и морских торпед; систем автоматизированного контроля и диагностики высокоточного оружия; телеметрических систем и комплексов для проведения испытаний управляемых боеприпасов; оптико-электронных систем для измерения угла изгиба ствола танковых и артиллерийских пушек; тренажёрных контрольных комплексов для контроля параметров приборов наведения в части лазерного канала[1]
- обучение военнослужащих использованию тренажёров, оборудования и вооружения, разработанного ГККБ; тренировка экипажей бронетехники[1]

В июне 2010 года на оружейной выставке Eurosatory-2010 была представлена 105-мм противотанковая ракета «Falarick 105», разработанная ГККБ совместно с бельгийской компанией «CMI Defense» для стрельбы из 105-мм орудия Cockerill бельгийского производства.
В сентябре 2010 года ГККБ «Луч» представило новые разработки: вертолётную ПТУР «Барьер-В», 80-мм неуправляемую авиационную ракету АР-8 с кумулятивно-осколочной боевой частью (аналог советской С-8) и корректируемую 80-мм авиационную ракету АР-8Л.
После создания в декабре 2010 года государственного концерна «Укроборонпром», ГККБ было включено в состав концерна.
20 апреля 2011 года на вооружение вооружённых сил Украины был принят полностью украинской противотанковый комплекс «Стугна-П».
В мае 2013 года ГККБ сообщило о успешном завершении работ по созданию разведывательного беспилотного летательного аппарата «Сокол-2».
К сентябрю 2013 года ГККБ совместно с бельгийской компанией CMI Defense были разработаны новые образцы противотанковых ракет: 90-мм ракета Falarick 90 и 120-мм ракета Falarick 120.
2—6 декабря 2013 года на 4-й оружейной выставке BRIDEX-2013 были представлены новые образцы противотанковых ракет ГККБ «Луч»: ствольная 120-мм ПТУР «Конус», разработанная на основе конструкции ПТУР «Комбат», а также 115-мм ПТУР «изделие 115» для стрельбы из орудия танка Т-62.
В июне 2014 года на выставке вооружения и военной техники Eurosatory-2014 был представлен боевой модуль «Сармат», разработанный ГККБ «Луч» в кооперации с компанией Selex ES и Изюмским приборостроительным заводом.
8 сентября 2015 года Кабинет министров Украины принял распоряжение № 921 о модернизации и доработке зенитных ракетных систем вооружённых сил Украины, к участию в выполнении работ привлечено ГККБ «Луч».
В январе 2018 года был проведён первый запуск противокорабельной крылатой ракеты «Нептун», разработанной ГККБ «Луч».
Российские войска нанесли удар по КБ «Луч», на котором производились противокорабельные ракеты «Нептун» и «Ольха», 29 декабря 2023 года.